# Scheibe Falke
Scheibe SF-25 Falke ("Sokol") je nemško motorno jadralno letalo. Falke je zasnovan na podlagi predhodnika Bergfalke. SF-25 ima fiksno pristajalno podvozje z repnim kolesom. Na modelu, ki je trenutno v proizvodnji so na voljo trije motorji: Rotax 912 (80 KM), Rotax 912S (100 KM) in Rotax 914F3 (115 KM).
S več kot 1200 zgrajenimi je eno izmed najbolj popularni potovalnih jadralnih letal. Letalo so proizvajali tudi licenčno v Franciji, Italiji in Veliki Britaniji.

## Specifikacije (Rotax Falke)
Podatki iz Jane's All the World's Aircraft 1999/2000 p.163
Splošne značilnosti
- Posadka: 2
- Dolžina: 7,60 m (24 ft 11 in)
- Razpon kril: 15,30 m (50 ft 2 in)
- Višina: 1,68 m (5 ft 6 in)
- Površina kril: 18,20 m2 (195,9 sq ft)
- Teža praznega letala: 435 kg (959 lb)
- Maks. vzletna teža: 650 kg (1.433 lb)
- Kapaciteta goriva: 55 L (standard)
- Pogon letala: 1 × Rotax 512 A 5-valjni protibatni motor
- Propelerji: št. lopatic: 2

Zmogljivost
- Maks. hitrost: 190 km/h (118 mph; 103 kn)
- Potovalna hitrost: 180 km/h (112 mph; 97 kn) maks.
- Hitrost pri porušitvi vzgona: 65 km/h (40 mph; 35 kn)
- Doseg: 700 km (435 mi; 378 nmi)
- Višina leta: 4.580 m (15.026 ft)
- Jadralno število: 23-24
- Hitrost padanja: 1,0 m/s (200 ft/min) minimum